# CJ Wallace
Charles Judson Wallace (31 de diciembre de 1982, Atlanta,  Georgia, Estados Unidos), más conocido como CJ Wallace, es un jugador de baloncesto estadounidense y nacionalizado congoleño. Mide 2,06 metros y juega de ala-pívot.

## Trayectoria
Wallace se formó en la Universidad de Princeton donde jugó un total de 102 partidos promediando 10,6 puntos y 4,8 rebotes por encuentro.
Posteriormente fichó por el Eisbaeren Bremerhaven alemán, con quien jugó las temporadas 2005/06 y 2006/07 con unos promedios de 11,5 puntos y 6 rebotes por partido.
En el siguiente ejercicio, Wallace se trasladó a Italia. Formó parte de la Pierrel Capo d’Orlando y en la temporada 2008-09 jugó en Benetton Treviso italiano, con quien despuntó tanto en la Lega como en la Eurocopa.
Su periplo en la ACB se inició en el CB Gran Canaria la temporada 2010-11. En esa única temporada en Gran Canaria promedió 10,5 puntos y 6,2 rebotes por partido (ACB), y 11,4 puntos y 5,8 rebotes en la competición continental (Eurocopa).
El 7 se septiembre de 2011 fichó por el FC Barcelona Regal por 2 temporadas. El jugador pudo firmar por el cuadro catalán después de haber conseguido su nacionalidad como congoleño. Como nuevo ciudadano de la República del Congo, beneficiándose del Acuerdo de Cotonú. En dos años en Barcelona fue partícipe de los títulos de la Supercopa en 2011 de liga en 2012 y de la Copa del Rey en 2013
Al finalizar la temporada 2012/13 dejó la disciplina del Barça para volver a Italia, fichando por el Olimpia EA7 Milán. con el que fue campeón de Italia, aunque con escaso peso en el equipo: 3,6 puntos por partido en la Lega.
En noviembre de 2014 después de varios meses libre, firmó por el Elan Chalon de la Liga Nacional de Baloncesto de Francia. Tras un corto paso por el club francés, en enero de 2015 se marchó a Le Mans Sarthe Baskel, también en la misma liga.
Justo un año más tarde, en enero de 2016, fichó por Capitanes de Arecibo, club de la Máxima Categoría del Basket de Puerto Rico.